# Cybister atavus
Cybister atavus là một loài bọ cánh cứng trong họ Bọ nước. Loài này được Heer miêu tả khoa học năm 1862.